# Patuljasti mišoliki oposum
Patuljasti mišoliki oposum (Marmosa murina) živi u blizini šumskih potoka i ljudskih naselja u severnoj Americi i srednjim delovima Južne Amerike.

## Opis
Boja mu varira od svetložućkaste do sive na leđnoj strani. Krzno mu je sa trbušne strane mlečnobelo, a na licu ima crnu masku. Ima istaknute oči, snažan rep za hvatanje, a krzno mu je kratko i baršunasto meko.
Dužina mišolikog patuljastog oposuma se kreće 11—14,5 centimetara, dok im je dužina repa između 13,5 i 21 centimetar. Teški su od 15 do 45 grama.

## Način života
Hrani se malim beskičmenjacima, kao što su insekti i pauci, ptičjim jajima i ptićima, kao i nekim plodovima. Brz je i okretan penjač. Danju se odmara u duplji drveta, starom ptičjem gnezdu ili umotanim grančicama u krošnjama. Mladunci prestaju da sisaju kada su stari 60—80 dana.

## Galerija
Galerija slika Marmosa spp.